# 19 г. пр.н.е.
19 (деветнадесетата) година преди новата ера (пр.н.е.) е обикновена година, започваща в четвъртък, петък или събота, или високосна година, започваща в четвъртък или петък по юлианския календар.

## Събития

### В Римската империя
- Консули на Римската империя са Гай Сентий Сатурнин и Квинт Лукреций Веспилон. Суфектконсул стават Марк Виниций.
- Луций Корнелий Балб Младши получава правото на триумф за победата си над гарамантите в Африка.
- 9 юни – завършен е построеният от Марк Випсаний Агрипа акведукт Аква Вирго.[1]
- Кантабрите живеещи в северна Испания са покорени от римляните под предводителството на Агрипа.[2]
- Безредици в Рим във връзка с опитите на Марк Егнаций Руф да стане консул.[2]
- Август получава правото да стои на кресло между двамата консули в Сената и да бъде придружаван от 12 ликтори, което му дава вид на консул по право.[3]

## Родени
- Юлия Младата, дъщеря на Агрипа и Юлия Старата (умряла 28 г.)
- Велей Патеркул, римски историк (умрял 31 г.)

## Починали
- 21 септември – Вергилий, римски поет (роден 70 г. пр.н.е.)[4]
- Тибул, римски поет (роден 55 г. пр.н.е.)[4]
- Марк Егнаций Руф, римски политик (едил и претор)[5]